# Zeche Hellenbank
Die Zeche Hellenbank war ein Bergwerk in Schüren. Die Zeche war auch unter den Namen Zeche Hellebank, Zeche Hellenbanck, Zeche Hellenbanck am Schierberge und Zeche Höllenbanck bekannt.

## Geschichte

### Die Anfänge
Am 28. Juni des Jahres 1712 wurde die Mutung eingelegt. In der Zeit von 5. bis 15. März des Jahres 1716 erfolgte die allgemeine Belehnung. Belehnt wurden die Bürgermeister Kipp und Dümpelmann. Die förmliche Belehnung wurde erweitert, damit die Gewerken ihre Akeldruft gewinnen und entwässern konnten. Am 3. Oktober des Jahres 1736 wurde eine Fundgrube verliehen. Im Anschluss an die Verleihung wurde von der Emscher ausgehend ein Stollen in südlicher Richtung aufgefahren. In den Jahren 1737, 1739 und 1742 bis 1744 war das Bergwerk nachweislich in Betrieb. Im Jahr 1754 wurde das Bergwerk in Fristen gelegt. Danach war das Bergwerk wieder in Betrieb. In einer Eintragung im Zechenbuch vom 19. Februar des Jahres 1755 hieß es dazu, das Bergwerk war „erst seit einigen Monaten wieder in Betrieb“. In den nachfolgenden Jahren 1758 und 1759, 1761 und 1762 war das Bergwerk in Betrieb. Im Jahr 1767 war die verliehene Fundgrube mittlerweile ausgekohlt.  Am 4. September des Jahres 1767 wurde das Längenfeld Erweiterung verliehen. Am 1. Oktober des Jahres 1768 wurde das neue Grubenfeld vermessen. Am 20. April des Jahres 1771 wurden Bernhard Georg Straeter, Jürgen Schwacke, Johann Christian Voß, Arnold Henrich Mönnich, Georg Henrich Vette und Bernhard Henrich Mellinghaus als Gewerken in den Unterlagen des Bergamtes vermerkt. Die Rezeßgelder wurden an das märkische Bergamt bezahlt.

### Die weiteren Jahre
Im Jahr 1774 wurde die Berechtsame vermessen. Im Jahr 1784 wurde eine Mergelschicht angefahren, aus diesem Grund war der Ortsvortrieb beeinträchtigt. Im Jahr 1786 war das Bergwerk weiterhin in Betrieb, die geförderten Kohlen wurden an die Saline in Königsborn geliefert. Im Jahr 1799 war der Mergelschacht in Betrieb. Im Jahr 1803 waren die Schächte Ludwig und Anton in Betrieb. Zwei Jahre später wurde an den Schächten Carl und Fricke abgebaut. Im Jahr 1816 wurde zum Tiefbau übergegangen, die Zeche Hellenbank war somit die älteste Tiefbauzeche im Hörder Bergbaurevier. Im selben Jahr wurde damit begonnen, den Kunstschacht Carl bis 17 Meter unter die Stollensohle zu teufen. Im Jahr 1819 wurde am Kunstschacht Carl eine Dampfmaschine mit Kunstzeug für die Wasserhaltung in Betrieb genommen. Die Maschine hob das Grubenwasser 71½ Fuß hoch bis zur Stollensohle. Im Jahr 1820 wurde im Stollenbau und im Tiefbau gearbeitet, es waren in diesem Jahr die Schächte Adolphine, Carl, Conrad, und Helene in Betrieb. Im Jahr 1822 drang der Stollen bis unter den Mergel vor. Im Jahr 1825 musste am Kunstschacht Carl täglich 15 Stunden lang das Grubenwasser abgepumpt werden.
Im Jahr 1827 wurde neben dem Schacht Helene eine Mergelkuhle entwässert, die Mergelkuhle hatte eine Deckschicht aus Mergel und Deckgebirge von mindestens zwölf Metern durchstoßen. Im Jahr 1830 waren Schacht Wilhelm und der Kunstschacht in Betrieb, das Fördervermögen lag bei 28.700 preußischen Tonnen pro Jahr. In den Jahren 1836 und 1840 waren weiterhin der Schacht Wilhelm und der Kunstschacht in Betrieb. Im Jahr 1842 waren der Schacht Hoffnung und der Kunstschacht in Betrieb. In diesem Jahr erbohrte die Gewerkschaft Freie Vogel & Unverhofft im Schacht Wilhelm bei einer Teufe von 53⅝ Lachtern ein Kohlenflöz. Am 10. Juli desselben Jahres legte die Gewerkschaft Freie Vogel & Unverhofft für das Kohlenflöz Mutung beim Bergamt ein. Im Jahr 1843 wurde der Schacht Wilhelm durch die Gewerkschaft Freie Vogel & Unverhofft tiefer geteuft. Im Oktober des darauffolgenden Jahres wurden der Stollenbetrieb und auch der Tiefbau stillgelegt. Wegen der Gefahr eines Wassereinbruchs wurden die Grubenbaue der Zeche Hellenbank im Jahr 1845 durch die Gewerkschaft Freie Vogel & Unverhofft gesümpft. Im folgenden Jahr wurde der Kunstschacht verfüllt.

### Förderung und Belegschaft
Die einzigen bekannten Belegschaftszahlen des Bergwerks stammen aus dem Jahr 1755, damals waren sechs Bergleute auf dem Bergwerk beschäftigt. Die ersten bekannten Förderzahlen stammen aus dem Jahr 1836, es wurde eine Förderung von 15.605¼ preußischen Tonnen Steinkohle erbracht. Im Jahr 1840 sank die Förderung leicht auf 14.030¾ preußische Tonnen Steinkohle. Die letzten bekannten Förderzahlen des Bergwerks stammen aus dem Jahr 1842, in diesem Jahr wurden 19.417 preußische Tonnen Steinkohle gefördert.